# Leptocerus tungyawensis
Leptocerus tungyawensis är en nattsländeart som beskrevs av Malicky och Chantaramongkol 1991. Leptocerus tungyawensis ingår i släktet Leptocerus och familjen långhornssländor. Inga underarter finns listade i Catalogue of Life.